# Église Sainte-Euphrosyne de Vilnius

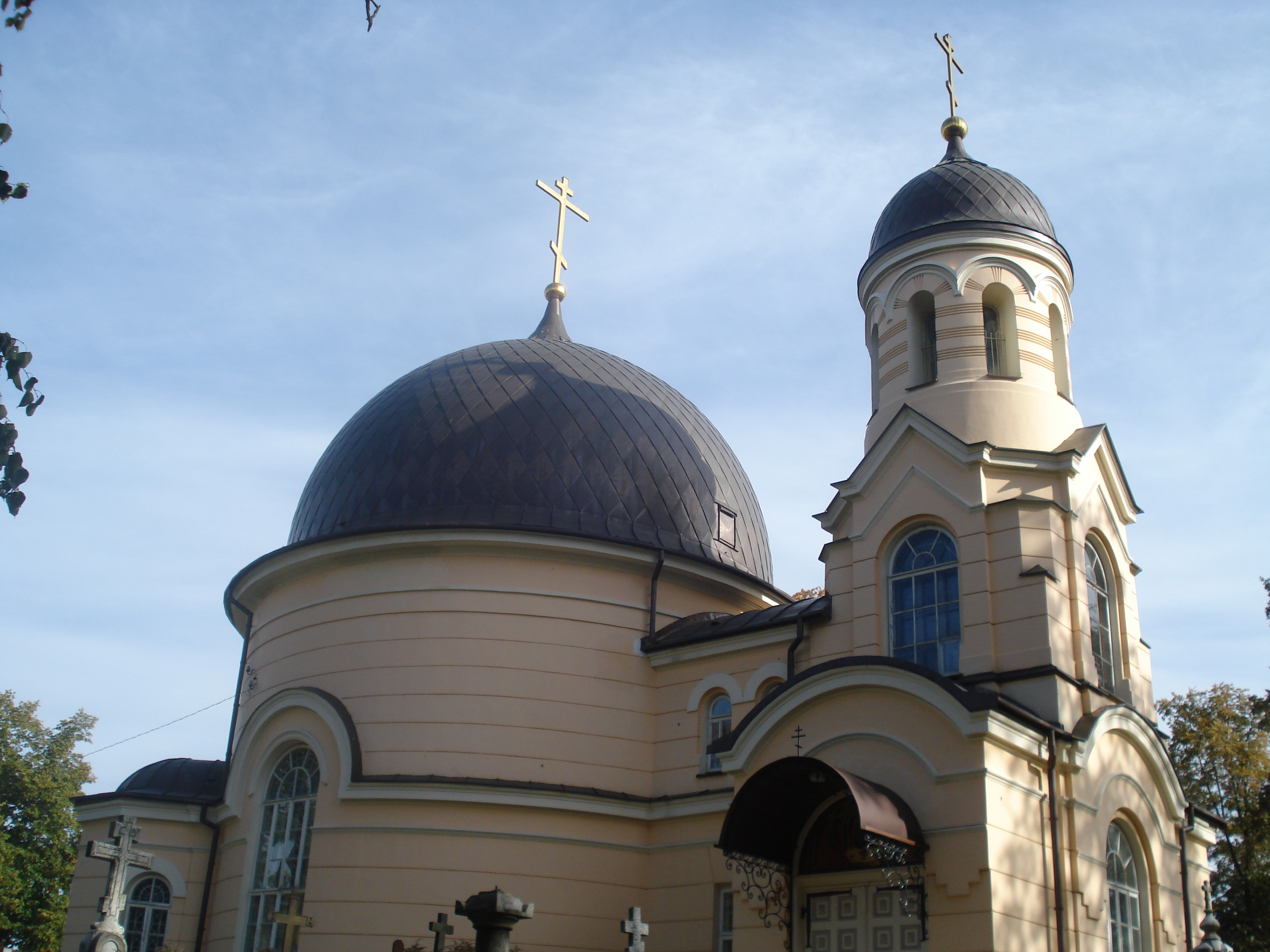
Vue de l'église

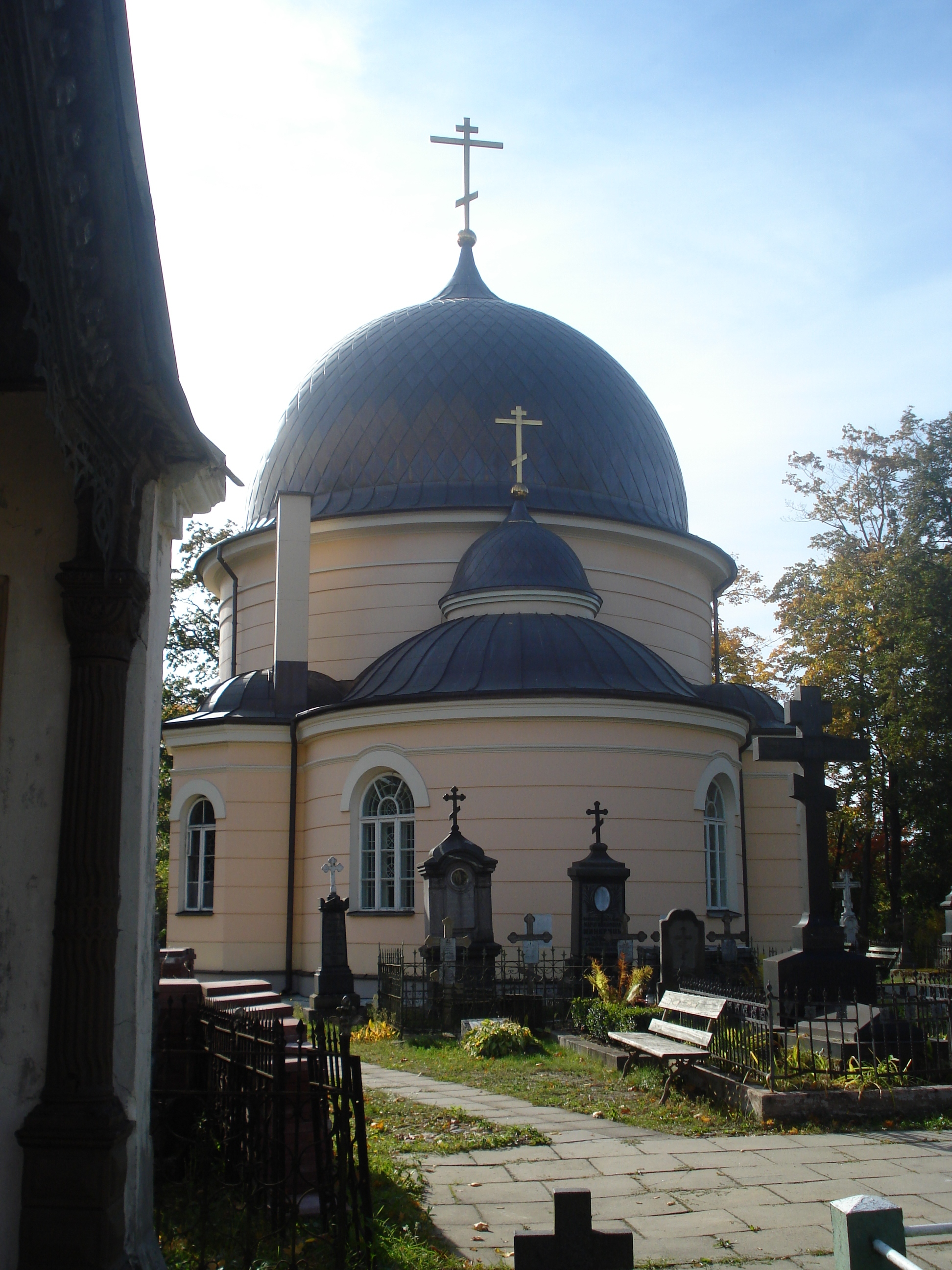
Vue de l'abside

L'église Sainte-Euphrosyne, dédiée à sainte Euphrosyne de Polotsk, est une église orthodoxe située à Vilnius, près du cimetière du même nom, au sud de la ville.

## Histoire
L'église a été construite en 1837 et 1838 par l'architecte Nicolas Tchaguine. Elle se présente sous la forme d'une rotonde. Le général Fiodor Palioutine, ancien gouverneur-général de Varsovie y a été enterré en 1865 et son tombeau de marbre surmonté d'une croix de saint Georges y est visible. L'un de ses fils, Stepan, était gouverneur de Vilna ou Wilno (nom officiel de Vilnius pendant l'Empire russe) de 1863 à 1868.
L'église est surmontée d'une coupole hémisphérique. l'iconostase en bois blanc et doré est l'œuvre d'Alexandre Rezanov. Un narthex est ajouté en 1881. L'église devient paroissiale en 1896. Elle était auparavant affiliée à l'église Saint-Nicolas. L'iconostase est agrandi en bois de chêne et un clocher est construit au-dessus du narthex.
L'église est affiliée en 1923 à l'église Saint-Alexandre-Nevsky et reste ouverte au culte lorsque les autorités de la république socialiste soviétique de Lituanie ferment Saint-Alexandre-Nevsky et d'autres églises en 1960. Cependant l'église, faute de moyens, menace ruine. Elle est restaurée à la fin des années 1970 et à nouveau en 2005.